# Best practice
Een best practice is een techniek, werkmethode of activiteit die zich als effectiever heeft bewezen dan enige andere techniek, methode etc. 
De gedachte is dat met de juiste werkmethode een project uitgevoerd kan worden met minder problemen, minder onvoorziene complicaties en betere eindresultaten. Het is dus voor organisaties belangrijk de "best practices" binnen hun branche te kennen en de eigen manier van werken hiermee te kunnen vergelijken.

## Toepassing
De best practices van een bepaalde organisatie zijn niet noodzakelijk de best practices voor een andere organisatie. Een goed begrip van de context, de randvoorwaarden en de kritieke succesfactoren is essentieel.

## Paramedisch
Binnen paramedische beroepen wordt best practice gezien als een alternatief voor evidence-based medicine. Ontbreekt het wetenschappelijk bewijs, dan zal de paramedicus een besluit moeten nemen op grond van ervaring. Belangrijk hierbij is dat het handelen en de resultaten worden geëvalueerd zodat tijdig kan worden bijgestuurd om het gewenste resultaat te bereiken. Dit totale proces van Besluit (PLAN) - Handelen (DO) - Evalueren (CHECK) - Bijsturen (ACT) wordt best practice genoemd. Dit principe staat ook centraal in het INK-model, van het Instituut Nederlandse Kwaliteit.

## Bestuurlijk
Onder meer voor de bestrijding van corruptie worden bij internationaal overleg “beste praktijken” uitgewisseld, bijvoorbeeld binnen de  Groep van Staten tegen Corruptie. 